# خورخه گریکائچه‌باریا
خورخه گریکائچه‌باریا (اسپانیایی: Jorge Guerricaechevarría‎؛ ۱۰ ژوئیه ۱۹۶۵) فیلم‌نامه‌نویس اهل اسپانیا است.
از فیلم‌ها یا مجموعه‌های تلویزیونی که وی در آن‌ها نقش داشته است، می‌توان به جنایت بی‌نقص، شب بزرگ من، جادوگران سوگاراموردی، ۳۰ سکه، بار، قتل‌های آکسفورد، سلول ۲۱۱، تا بلندای آسمان و جسم زنده اشاره نمود.